# فلاديمير أرومييف
فلاديمير أرومييف (بالروسية: Афромеев, Владимир Ильич)‏ Vladimir Afromeev لاعب شطرنج روسي.
- ولد عام 1954 في مدينة تولا الواقعة على بعد 120 كم من موسكو.
- حصل على لقب أستاذ في 1 أكتوبر 2007.
- دخل قائمة أفضل مائة لاعب شطرنج دون أن يحصل على لقب أستاذ كبير.

## روابط خارجية
- فلاديمير أرومييف على موقع الاتحاد الدولي للشطرنج (الإنجليزية)
- فلاديمير أرومييف على موقع مباريات الشطرنج (الإنجليزية)
- فلاديمير أرومييف على موقع 365Chess.com (الإنجليزية)
- فلاديمير أرومييف على موقع Chesstempo.com (الإنجليزية)